# Nicolas Ruel
 (mai 2025).
Si vous disposez d'ouvrages ou d'articles de référence ou si vous connaissez des sites web de qualité traitant du thème abordé ici, merci de compléter l'article en donnant les références utiles à sa vérifiabilité et en les liant à la section « Notes et références ».
Nicolas Ruel, né à Montréal (Canada) en 1973, est un photographe qui a été formé en relations internationales et en scénarisation cinématographique à l'Université du Québec à Montréal. Depuis 2005, il a pris part à plusieurs expositions individuelles et collectives au Canada, aux États-Unis, en France, au Japon et en Angleterre. Il a aussi collaboré à l'exposition internationale itinérante La planète mode Jean Paul Gaultier : de la rue aux étoiles et aux foires internationales d’art contemporain Art-Paris (2007), Photo Miami 02 (2009), Expo Chicago (2014) et Art Palm Beach (2016).

## Parcours et pratique artistiques
Les œuvres de Nicolas Ruel sont présentes dans les collections du Musée des beaux-arts de Montréal, de Microsoft, de Power Corporation et de Rothschild Investment Banking. Ses œuvres ont été reproduites dans des périodiques tels que le New York Times, Canadian Geographic et National Geographic. Il a  collaboré à de nombreuses publications et essais photographiques en arts vivants, et son œuvre a fait l'objet de trois monographies. En 2010, une sélection d'œuvres issues du projet 8 secondes a remporté cinq Prix au concours LUX, dont un Grand Prix LUX. Nicolas Ruel fut également récipiendaire du Premier Prix CAPIC (de l’Association canadienne des créateurs professionnels de l’image) en 2004. Il est représenté par la Galerie de Bellefeuille, à Montréal. 
Les premiers essais photographiques de Nicolas Ruel posent un regard théâtral sur Moscou Metro (2000) et Angkor Wat (2002). Il réalise, en parallèle, diverses séries où il explore la géométrie architecturale et industrielle ainsi que le mouvement chorégraphique. Son travail lui vaut l’attention d’importantes figures des arts vivants : les chorégraphes Marie Chouinard et Édouard Lock (La La La Human Steps), le metteur en scène Robert Lepage et le Cirque du Soleil, qui font appel à sa collaboration pour transmettre leurs gestuelles et leurs univers scéniques. En 2005, il lance sa première exposition individuelle intitulée Inox, présentée au Parquet de la Caisse de dépôt et placement du Québec (CDP). L'exposition est constituée d'un ensemble de tirages grand format imprimés sur plaque d'acier inoxydable qui deviendra sa signature et lui inspirera une série-fleuve, le projet 8 secondes (2007-2016). Au même moment, il raffine une technique de double exposition in camera, où un soudain pivot de l’appareil permet de juxtaposer deux points de vue d'une même scène. 

## Séries photographiques

### Cityscape (2007-2016)
Réalisé sur une période de dix ans, Cityscape (projet 8 secondes) rassemble un corpus photographique issu de soixante-cinq villes, quarante pays et cinq continents. Le projet s’appuie à la fois sur une technique photographique de longue exposition éprouvée et mise au point sur le terrain, ainsi que sur une technique d'impression photographique sur plaque d'acier inoxydable, élaborée dans l'atelier de l'artiste. L'approche artistique du sujet urbain suscite une réflexion sur la civilisation contemporaine et actualise les traces immémoriales d’une humanité en constant changement. L'architecture, la vie urbaine frénétique, les nouvelles technologies et le dialogue entre les époques, styles et courants artistiques sont au cœur des sujets étudiés par le photographe.

### Civilizations(2008-2015)
Avec le projet Civilizations, Ruel propose une suite photographique dédiée aux sites de civilisations anciennes. La technique fait à nouveau appel à une longue exposition en mouvement in camera et la surface d’impression troque cette fois l’acier pour le bronze, pour faire écho au matériau ancestral. En marge de la frénésie des grandes villes surpeuplées, le photographe a capté, dans le silence et la solitude du matin, des images des lieux mythiques tels que Machu Picchu, Petra, Stonehenge et Pompéi. On y retrouve la pierre sculptée, gravée ou peinte, qui révèle une grandeur qui semble parfois surhumaine. Villes juchées sur les montagnes de la mer Morte ou des Andes centrales, gigantesques mandalas bouddhistes dominant une vallée indonésienne, palais taillés à même le roc de la montagne : cette suite s’intéresse ainsi aux traces architecturales érodées par le temps et les hommes.

### Autres projets

#### Industry(2006-2015)
Développée en parallèle au projet 8 secondes, la série Industry porte en elle le présage et l'emblème du projet photographique de Ruel. Sujet industriel de prédilection, le conteneur parcourt le globe à l'image du photographe; il fait écho à la matérialité même des œuvres, toutes imprimées sur acier inoxydable. Pour ce projet, Nicolas Ruel a fait escale dans les ports historiques du Cap, de Barcelone, de Hambourg, de Montréal et de Rotterdam, suivant le ballet mécanique des grues, leur chorégraphie grinçante, précise, gargantuesque. Puis, s'éloignant des bassins, il a arpenté les parcs industriels, véritable citadelle de mazout en citernes.

#### Cult(2012-2015)
La série Cult ouvre l’œil sur des célébrations sacrées et des fêtes religieuses auxquelles le photographe a eu un accès rare et privilégié. Cette incursion fut l'occasion de saisir la richesse et l’intensité des cérémonies portées par la spiritualité et la passion des fidèles massés par milliers en Inde, en Israël et en Indonésie. C’est à Vrindavan, l’un des berceaux de la divinité hindoue Krishna, située dans la région de l’Uttar Pradesh en Inde, que le photographe a pu capter l’euphorie de la Fête des couleurs (Holi). Puis, à Jérusalem en Israël, il a pu observer et immortaliser l’intensité exceptionnelle entourant les cérémonies de la Pâque juive, considérée comme l’une des fêtes les plus significatives du judaïsme. Ce pèlerinage photographique se boucle au cœur de l’immense mosquée d'Istiqlal à Jakarta en Indonésie, haut lieu de prières où est pratiqué le culte de l’islam.   

#### Geisha(2010)
Nicolas Ruel effectue un premier voyage au Japon en 2009 dans le cadre du projet 8 secondes. Ce contact initial avec la culture japonaise donnera naissance à Matsuri, une photographie d'inspiration folklorique. Six ans plus tard, toujours habité par le désir de photographier le Monde des fleurs et des saules, l’artiste entreprend d'inlassables démarches pour exaucer ce rêve. Avec Geisha, il  interprète les lieux sacrés, les jardins et les maisons de thé où vivent et officient leurs hôtesses, en ajoutant à l'énigme une touche lyrique.

#### Maison Gaultier(2012)
Dans le cadre d'une rétrospective soulignant les vingt ans de création de la maison Jean Paul Gaultier, le grand couturier français a fait appel à plusieurs artistes pour immortaliser ses collections. Nicolas Ruel figure parmi ces artistes et photographes de mode célèbres qui illustrent l'exposition internationale itinérante La planète mode Jean Paul Gaultier : de la rue aux étoiles 2011-2016, présentée en primeur mondiale au Musée des beaux-arts de Montréal. Thierry-Maxime Loriot, commissaire de l'exposition affirme que « Nicolas Ruel a un œil jeune et rafraîchissant qui se démarque nettement de la plupart des photographes. Ses prises de vue ont une veine artistique qui va au-delà de la simple photographie de mode. La qualité de son travail est du même niveau que les Andy Warhol, Pierre et Gilles ou David Lachapelle que nous avons retenus pour l'exposition». Ses photographies marient l'architecture intérieure aux lignes sensuelles des vêtements, mettant en valeur d'éblouissantes robes de soirée dans le décor vaporeux de l'atelier du couturier, élégant bâtiment du XIXe siècle. La photographie retenue par le commissaire a été présentée au Brooklyn Museum (New York, 2013), au Barbican Centre (Londres, 2014) et aux Galeries nationales du Grand Palais (Paris, 2015).

## Innovations techniques

### Technique de longue exposition
Depuis 2007, Nicolas Ruel raffine une technique de double exposition in camera, il réalise deux prises de vues différentes pour chaque image créée. Ainsi, le photographe a développé une véritable esthétique du mouvement qu'il exécute par une longue exposition de huit secondes (d'où le nom de son projet), à laquelle il faut ajouter notamment l'usage de filtres normalement dédiés à l’astronomie. 

### Impression photographique sur acier inoxydable
Inspiré du daguerréotype et de la photographie pionnière du XIXe siècle, l'œuvre du photographe fait appel à un procédé qui exploite les ressources technologiques les plus actuelles. Il y a quelques années, Ruel délaissait la fibre du papier pour s'intéresser aux autres surfaces d'impression, et plus particulièrement à la plaque d'acier inoxydable. Avec cette surface modulante et étincelante, le photographe obtient une lumière vive où les blancs cèdent leur place au registre métallique. Les tirages sont imprimés avec des encres archives, lesquelles sont cuites à même l'acier; le tout est scellé sous un vernis élaboré sur mesure. La photographie se perçoit donc davantage comme un objet sculptural. 